# Canción (lírica)

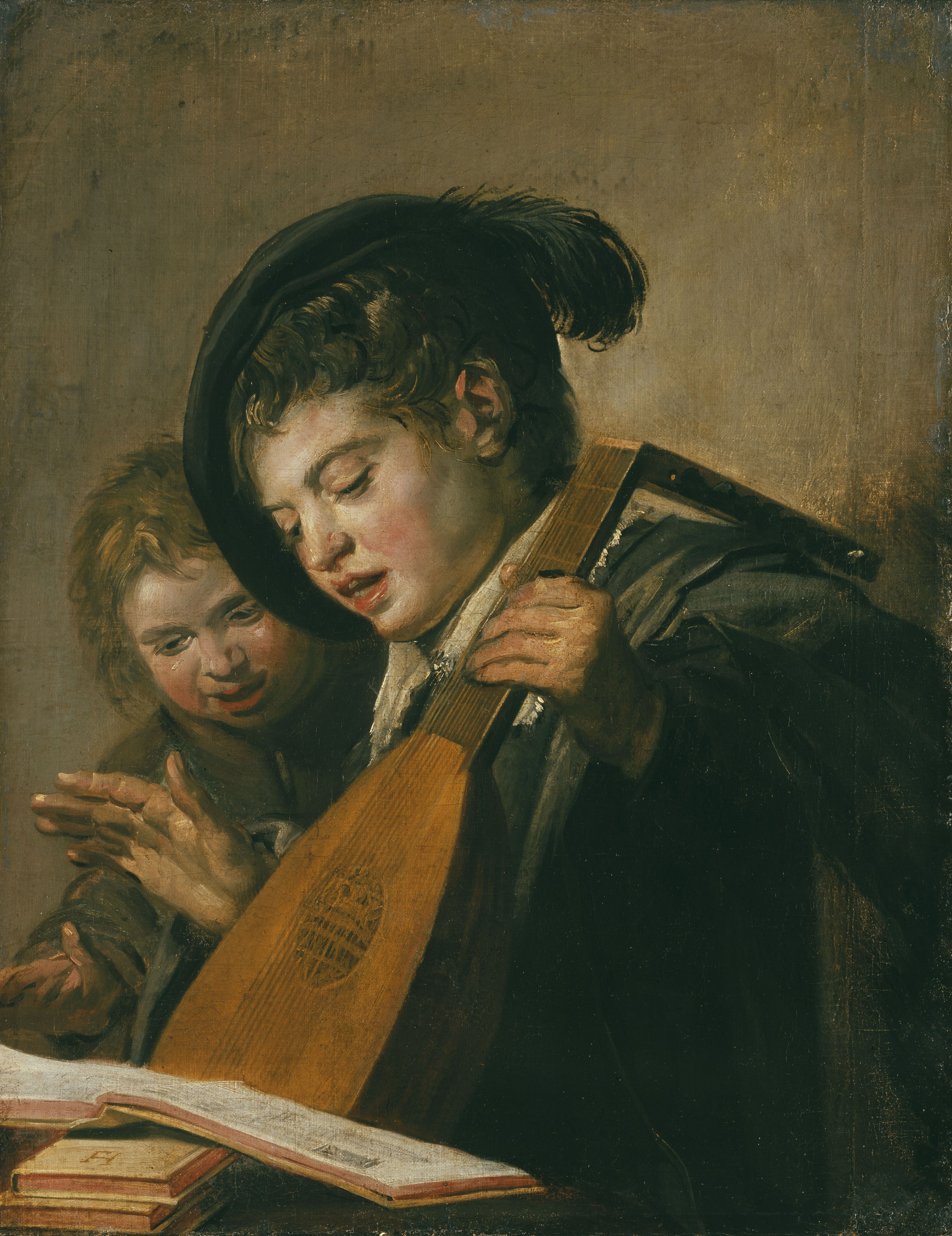
Pinturas del siglo 17 de músicos

La canción, en el ámbito literario, es una composición lírica popular de origen provenzal. Es un poema admirativo que expresa una emoción y que tiene por lo general tema amoroso, pero en algunos casos expresan amor propio, amor a la vida entre otros. La canción tiene como objetivo llegar al corazón de la persona que la escucha o lee. Llegó a España en el Renacimiento a través de la literatura italiana.

## Historia
La canción lírica es una composición en forma de poema admirativo que denota una emoción y un tema. Por lo regular siempre son de tipo amoroso. Sus orígenes se remontan a los trovadores provenzales, quienes escribían juntas letra y música. Más adelante el género lírico de la Provenza dio origen al soneto.

## Estructura
La canción está formada por un número variable de estrofas iguales (generalmente
entre cinco y siete), denominadas estancias, que combinan versos aconsonantados de nueve y catorce sílabas. Generalmente se remata con un envío (concedo en la  italiana) que trasmite la canción a su destinatario.
Cada estanza, o estancia, está constituida por dos partes: la frente (fronte) y la cola (coda o sira). Dependiendo de cómo sean se distingue la canción siciliana de la canción petrarquista.

### Canción siciliana
La frente ("frente") está constituida por dos [pies] (piedi), que contienen el mismo número de versos, pero cuyo esquema rítmico puede ser distinto.
La cola ("cola"), del mismo modo, debe descomponerse en dos vueltas (volt) con idéntico esquema métrico.

### Canción petrarquista
Ya ensayada su estructura por Dante, es sancionada definitivamente por Petrarca. 
Consta de una frente de dos pies y una cola, generalmente, indivisa. Además entre frente y cola debe existir una volta que rime con el último verso de la frente.
El envío, por su parte, toma su estructura de la cola. A veces es una cola completa, a veces una de sus vueltas, y a veces solo sus últimos versos.